# Velaines (België)
Velaines is een dorp in de Belgische provincie Henegouwen, en een deelgemeente van de Waalse gemeente Celles.
Velaines was een zelfstandige gemeente, tot die bij de gemeentelijke herindeling van 1977 toegevoegd werd aan de gemeente Celles.

## Bezienswaardigheden
- De Sint-Martinuskerk is een bakstenen classicistisch kerkgebouw met een laatgotisch koor uit de 16e eeuw.
- Het Château d'Ogimont is een eclectisch kasteel van 1897, gelegen in een uitgestrekt park.
- Het Château d'Archimont is een eclectisch kasteel uit de 2e helft van de 19e eeuw, gelegen in een park.
- Het Château de la Chaussée, zetel van de graven van Lannoy, later een klooster. Park met follies en een Lourdesgrot.

## Natuur en landschap
Velaines ligt op een hoogte van 47 meter aan de kerk. De hoogte varieert van 32-65 meter.

## Demografische ontwikkeling
- Bronnen:NIS, Opm:1831 tot en met 1970=volkstellingen, 1976= inwoneraantal op 31 december

## Nabijgelegen kernwn
Popuelles, Cordes, Molenbaix, Mourcourt